# П. Л. Траверс
Памела Линдон Траверс (енгл. Pamela Lyndon Travers; Мериборо, 9. август 1899 – Лондон,
23. април 1996), рођена као Хелен Линдон Гоф, била је аустралијско-британска списатељица која је већину своје каријере провела у Енглеској. Најпознатија је по серији дечијих књига о Мери Попинс, у којима је главни лик магична дадиља.
Писањем је почела да се бави још као тинејџерка, а кратко је радила и као професионална шекспировска глумица. Емигрирала у Енглеску са 25 година и променила име у Памела Линдон Траверс, а књижевни псеудоним П. Л. Траверс користи од 1933. године.
Током Другог светског рата, док је радила за Министарство информација Велике Британије, отпутовала је у Њујорк. Тада ју је контактирао Волт Дизни поводом продајом права за филмску адаптацију књиге Мери Попинс Дизни студију. После вишегодишњих преговора, Волт Дизни је добио права и филм Мери Попинс је премијерно приказан 1964. године.
Књига Мери Попинс адаптирана је као мјузикл у позоришту Вест Енд 2004. године, док је на Бродвеју премијерно је приказан  2006. године. Филм заснован на Дизнијевим напорима да убеди П. Л. Траверс да му прода филмска права за Мери Попинс, Спасавање господина Банкса, приказан је 2013. године. Лик П. Л. Траверс тумачи Ема Томпсон. 
У наставку оригиналног филма Повратак Мери Попинс из 2018. године, Мери Попинс, коју игра Емили Блант, се враћа да поново помогне породици Бенкс.

## Биографија
Хелен Линдон Гоф, у младости звана Линдон, рођена је 9. августа 1899. године у Мерибороу, у покрајини Квинсленд у Аустралији. Њена мајка, Маргарет Агнес Гоф, била је Аустралијанка и нећака Бојда Данлопа Морехеда, премијера Квинсленда од 1888. до 1890. године. Њен отац, Траверс Роберт Гоф, био је банкарски службеник.
У Мерибороу су живели до њене треће године, а потом се селе у Бризбејн, где је рођена њена сестра. Крајем 1905. године, породица се преселила у место Алора у Квинсленду, где је од 1906. похађала школу. Њен отац, Траверс Гоф је умро у јануару 1907. године.
Након очеве смрти, заједно са својом мајком и сестрама, преселила у Боурул, у Новом Јужном Велсу, где је похађала локални огранак гимназије Енглеске цркве из Сиднеју. Од 1912. године похађала је школу Норманхерст, у Ешфилду, предграђу Сиднеја. У Норманхерсту је заволела позориште. Године 1914. објавила је свој чланак у школском часопису, а касније те године режирала је школски концерт. Следеће године, играла је улогу Ника Вратила у продукцији драме Сан летње ноћи. Желела је да оствари успешну каријеру као глумица. Радила је као благајник у Australian Gas Light Company. Од 1921. године ангажована је у шекспировској глумачкој трупи коју је водио Алан Вилки са седиштем у Сиднеју.

## Каријера
Прву улогу у трупи остварила је као Ен Пејџ у комедији Веселе жене виндзорске марта 1921. године. Одлучила је да игра под уметничким именом Памела Линдон Траверс, узимајући Траверс од очевог имена и Памела јер је мислила да је то „лепо“ име које „добро звучи“ са Траверс. Са трупом је ишла на турнеју по Новом Јужном Велсу, а у осврту на њену изведбу Титаније у Сну летње ноћи, критичар Френк Мортон из новина Тријад, написао је да је њена изведба била „превише људска”.
Трупа је отпутовала на Нови Зеланд, где је Траверс упознала новинара новозеландског Сана (The Sun). Новинар је једну њену песму однео свом уреднику, и она је објављена. Наставила је да шаље радове Сану, и након што је напустила Нови Зеланд. Једно време је имала и сопствену колумну. Њени радови објављивани су у разним публикацијам. Речено јој је да не прави каријеру у новинарству, па се окренула поезији. Тријад је објавио њену „Песму мајке”, у марту 1922. под именом „Памела Јанг Траверс”. У мају 1923. нашла је запослење у Тријаду, где је добила дискреционо право да попуни најмање четири странице женског одељка, под називом „Жена узвраћа ударац“, у сваком броју. Траверс је писала поезију, новинарство и прозу за њен одељак. Објавила је и књигу поезије Горко слатко.

### У Енглеској
Дана 9. фебруара 1924, Траверс је напустила Аустралију и настанила се у Лондону. Само једном је поново посетила Аустралију. Четири године је писала поезију за недељник Irish Statesman. У Ирској 1925. године, упознала песника Џорџа Вилијама Расела (који је писао под именом "АЕ") који је, као уредник Статсмана, прихватио неке од њених песме за објављивање. Преко Расела, чија је љубазност према млађим писцима била легендарна, Траверс је упознала В. Б. Јејтса, Оливера Сент Џона Гогартија и друге ирске песнике који су подстакли њено интересовање за светске митологије.
Током посете Фонтенблоу у Француској, Траверс је упознала окултисту Георгија Ивановича Гурџијева, чији „следбеник“ је постала. Отприлике у исто време подучавао ју је и Карл Густав Јунг у Швајцарској. Године 1931. преселила се са својом пријатељицом Маџ Бурнанд из њиховог изнајмљеног стана у Лондону у викендицу у Сасексу. Тамо је у зиму 1933. године почела да пише Мери Попинс.Током тридесетих, Траверс је рецензирала драму за The New English Weekly и објавила књигу Московска екскурзија 1934. године. Мери Попинс објављена је те исте године са великим успехом. Уследили су многи наставци.
Током Другог светског рата, док је радила за британско Министарство информација, провела је пет година у САД. Књигу Идем морем, идем копном објавила је 1941. године. На позив свог пријатеља Џона Колијера, америчког комесара за индијанска питања, Траверс је провела два лета живећи међу Навахо, Хопи и Пуебло Индијанцима, проучавајући њихову митологију и фолклор. Траверс се вратила у Енглеску на крају рата, и наставила да пише. Преселила се у Улицу Смит бр. 50 у Челсију у Лондону, која је данас обележена спомен—плочом. Вратила се у САД 1965. године и постала резиденцијални писац на колеџима Радклиф, од 1965. до 1966. године, Смит 1966. и Скрипс 1970. године. Објављивала је разне радове и уређивала Параболу: часопис за митове и традицију од 1976. до своје смрти.

## Мери Попинс
Већ 1926. године Траверс је објавила кратку причу „Мери Попинс и продавац шибица“, која је представила лик дадиље Мери Попинс и уличног уметника Берта. Објављена у Лондону 1934, Мери Попинс, је била њен први књижевни успех. Уследило је седам наставака, последњи 1988. године, када је Траверс имала 89 година.
Гостујући у радио програму ББС радија 4 у мају 1977. године, Траверс је открила да име „М. Попинс“ потиче из прича из детињства које је измислила за своје сестре и да још увек поседује књигу из те ере са овим именом уписаним. Њена пра тетка, Хелен Морехеад, која је живела у Вулари у Сиднеју, и говорила је „трк у кревет“ (Spit spot, into bed), вероватно је послужила као инспирација за овај лик.

### Дизнијева верзија
Музичка филмска адаптација књиге Мери Попинс, Дизни студио премијерно је приказао 1964. године. Улогу Мери Попинс играла је Џули Ендруз за шта је добила и Оскар за најбољу глумицу у главној улози. Филм је углавном је заснован на истоименом оригиналном роману из 1934. године, као и наставку Мери Попинс се враћа из 1935. године. Романе су волеле Дизнијеве ћерке када су биле деца, па је Дизни 20 година покушавао да откупи филмска права.[ Године 1961. Траверс је стигла у Лос Анђелес летом из Лондона, а њену карту у првој класи платио је Дизни, и на крају је пристала да прода права, добрим делом зато што је била у тешком финансијском стању.
 
Траверс је била саветник у продукцији, али није одобравала Попинсов лик у Дизнијевој верзији. Осећала се амбивалентно у вези са музиком и толико је мрзела употребу анимације да је искључила било какве даље адаптације серије. Није добила позивницу за премијеру филма све док није „осрамотила једног Дизнијевог директора да га позове“. На афтер-партију је гласно рекла "Прва ствар која треба уклонити је секвенца анимације." Дизни је одговорио: „Памела, тај брод је већ испловио“ и отишао.
Толико јој се није допала Дизнијева адаптација и начин на који је поступано према њој током продукције, да, када јој је продуцент Камерон Мекинтош пришао годинама касније да направи британски мјузикл, она је пристала само под условима да само британски писци буду укључени и нико из оригиналног филма. То је посебно односило на браћу Шерман. Међутим, оригиналне песме из филма из 1964. године су биле дозвољене. Те услове је чак навела и у тестаменту.
У интервјуу из 1977. године за ББС радио, Траверс је изјавила о филму: „Гледао сам га једном или двапут, и научио сам да живим са њим. Гламурозан је и добар филм на свом нивоу, али мислим да не личи баш на моје књиге.“

### Каснији филмови
Филм из 2013. Спасавање господина Банкса је драматизовано радни процес током планирања филма Мери Попинс, али и Траверсиног раног живота, повлачећи паралеле са Мери Попинс и детињством ауторке. У филму играју Ема Томпсон као П. Л. Траверс и Том Хенкс као Волт Дизни.
Године 2018, 54 године након изласка оригиналног филма Мери Попинс, објављен је наставак под називом Повратак Мери Попинс, са Емили Блант у главној улози. Радња филма је смештена 25 година након догађаја из првог филма, у којем се Мери Попинс враћа да помогне Џејн и Мајклу годину дана након породичне трагедије.

## Лични живот
Траверс није желела да износи детаље о свом личном животу, рекавши да се „највише поистовећује са Анонимусима као списатељица“ и питала је да ли су „биографије уопште од користи“. Патриши Демерс је било дозвољено да је интервјуише 1988. године, али не и да пита о њеном личном животу.
Траверс се никада није удавала. Иако је током свог живота имала бројне пролазне везе са мушкарцима, живела је више од деценије са Маџ Бернанд, ћерком сер Френсиса Бернанда, драмског писца и бившег уредника Punch магазина. Делиле су стан у Лондону од 1927. до 1934. године, а затим су се преселиле у викендицу близу Мејфилда у Источном Сасексу, где је Траверс објавила прву књигу Мери Попинс. Њихов однос је, по речима једног биографа, био „интензиван“, и подједнако двосмислен.
У доби од 40 година, две године након што је почела да живи сама, Траверс је усвојила дечака из Ирске којем је дала име Камил Траверс. дечак је био унук Џозефа Хона, првог биографа В. Б. Јејтса, који је са супругом одгајао својих седморо унучади. Камил није био свестан свог правог порекла или постојања браће и сестара све до 17. године, када је Ентони Хон, његов брат близанац, дошао у Лондон и покуцао на врата Траверсове куће у улици Смит 50 у Челзију. Преко Камила, Траверс је имала троје унучади.
Добила је Орден Британске империје (OBE) на новогодишњим почастима 1977. године. Умрла је у Лондону 23. априла 1996. у 96 години. Иако никада није у потпуности прихватила начин на који је Дизнијева филмска верзија Мери Попинс приказала њену дадиљу, филм ју је учинио богатом. Вредност њене имовине у септембру 1996. године, процењена је на 2.044.708 фунти.

## Траверс кратер
У њену част назван је кратер на планети Меркур 2018. године.

### Белетристика
- Мери Попинс, 1934.
- Мери Попинс се враћа, 1935.
- Идем морем, идем копном, 1941.
- Тетка Сас, 1941.
- Ах Вонг, 1943.
- Мери Попинс отвара врата, 1943.
- Џони Дилејни, 1944.
- Мери Попинс у парку, 1952.
- Продавница медењака, 1952.
- Госп. Вигова рођенданска забава, 1952.
- Магични компас, 1953.
- Мери Попинс од А до Ш, 1962.
- Лисица у јаслама, 1963.
- Пријатељ мајмун, 1972.
- Мери Попинс у кухињи, 1975.
- Два пара ципела, 1980.
- Мери Попинс у Трешњевачкој улици, 1982.
- Мери Попинс и кућа у комшилуку, 1988.

### Збирке
- Приче из Мери Попинс, 1952.

### Публицистика
- Московска екскурзија, 1934.
- Георгиј Иванович Гурџијев , 1973
- О Успаваној лепотици, 1975.
- Шта пчела зна, 1989.